# Herr Zwilling und Frau Zuckermann
Herr Zwilling und Frau Zuckermann is een documentaire uit 1999 van de Duitse filmmaker Volker Koepp (1944). In deze documentaire portretteert Koepp twee overlevende Duitstalige joden uit de Oekraïense plaats Tsjernivtsi.
Matthias Zwilling (1931-1999) bezoekt dagelijks Rosa Roth-Zuckermann (1908-2002) om haar voor te lezen uit de Duitstalige krant "Die Stimme", om de gebeurtenissen van de dag door te nemen en om samen televisie te kijken. Beiden voorzien in hun onderhoud door het geven van lessen. Frau Zuckermann geeft op haar 90e nog dagelijks privé-onderwijs bij haar thuis. Naast een beeld van hun dagelijks leven vertelt de documentaire de woelige geschiedenis van de eens tot de Oostenrijks-Hongaarse dubbelmonarchie behorende plaats Czernowitz en het lot van de Joodse bevolking.
"Herr Zwilling und Frau Zuckermann" gaf Volker Koepp internationale bekendheid. Zijn documentaire "Dieses Jahr in Czernowitz" (2004) is aan Matthias Zwilling en Rosa Zuckermann opgedragen.